# Saison 14 de Naruto Shippuden
Pour un article plus général, voir Liste des épisodes de Naruto Shippuden.
Chronologie
Saison 13 de Naruto Shippuden Saison 15 de Naruto Shippuden

## Légende des tableaux
|  | Épisodes adaptés (sans couleur d'arrière plan) |

|  | Épisodes filler (hors manga) |

Légende : Les épisodes fillers (épisodes hors série exclusifs à l'animé qui ne sont pas dans les mangas) sont surlignés en couleur.

## Saison 14
Diffusée sur TV Tokyo entre le 3 octobre 2013 et le 20 mars 2014, elle contient 24 épisodes.
| No | Titre français                          | Titre japonais                                 | Titre japonais | Date de 1re diffusion |
| No | Titre français                          | Kanji                                          | Rōmaji | Date de 1re diffusion |
| --- | --------------------------------------- | ---------------------------------------------- | --- | --------------------- |
| 333 | Le Risque de la Réincarnation des Âmes  | 穢土転生のリスク                               | Edo tensei no risuku (Le Risque de la Réincarnation des Âmes) | 3 octobre 2013        |
| [Chapitres 577-578] — Itachi annonce à Kabuto son désir de l'éliminer afin d'arrêter le processus de la « Réincarnation des Âmes », mais Kabuto lui affirme que le tuer n'affectera pas la technique, et que seul lui serait en mesure d'annuler le sort. Sasuke rejoint son frère pour l'aider à vaincre Kabuto, et lui demander de confirmer ou d’infirmer ce qu’il a appris de Danzô. |                                         |                                                | |                       |
| 334 | Frères unis dans le combat              | 兄弟共闘                                       | Kyōdai taggu (Les frères unis au front) | 10 octobre 2013       |
| [Chapitres 579-580] — Kabuto annonce aux frères Uchiwa qu'il est allé a la Grotte Ryûchi pour que l'ermite des serpents lui enseigne l'art du mode Ermite. Il affirme aussi qu'Orochimaru a voulu obtenir ce pouvoir, mais comme il n'avait pas un corps parfait, cela lui était impossible. |                                         |                                                | |                       |
| 335 | Chacun son Konoha                       | 互いの木ノ葉                                   | Tagai no Konoha (Le Konoha de chacun) | 24 octobre 2013       |
| [Chapitres 581-582] — Suite du combat des frères Uchiwa contre Kabuto. Kabuto essaie de convaincre Sasuke de s’allier à lui pour détruire Konoha, mais les intérêts de Kabuto ne convergent pas avec ceux de Sasuke, qui cherche à venger son frère de ce que lui ont fait subir les hautes instances du village, tandis que Kabuto ne cherche qu'à accomplir ce qu’Orochimaru n’a pu réaliser. |                                         |                                                | |                       |
| 336 | Kabuto Yakushi                          | 薬師カブト                                     | Yakushi Kabuto (Kabuto Yakushi) | 31 octobre 2013       |
| [Chapitres 583-584] — Kabuto se remémore la période de son enfance. |                                         |                                                | |                       |
| 337 | L’Activation de l’Izanami               | 発動・イザナミ                                 | Hatsudō - Izanami (Activation - Izanami) | 7 novembre 2013       |
| [Chapitres 585-586] — Kabuto s’est approprié les cellules de Sakon et Ukon afin de pouvoir combiner les techniques du quartet d'Oto et celles d'Orochimaru. Au cours du combat, Itachi apprend à Kabuto qu’il l’a piégé, grâce à une technique interdite du clan Uchiwa nommée « Izanami », et l’a enfermé dans une boucle temporelle. |                                         |                                                | |                       |
| 338 | Izanagi et Izanami                      | イザナギとイザナミ                             | Izanagi to Izanami (Izanagi et Izanami) | 14 novembre 2013      |
| [Chapitre 587] — Itachi, qui a enfermé Kabuto dans une boucle temporelle grâce à « Izanami », raconte à Sasuke l'histoire de cette technique. Pendant ce temps, Kabuto essaie d'en sortir sans succès. |                                         |                                                | |                       |
| 339 | Je t’aimerai toujours                   | お前をずっと愛している                         | Omae o zutto aishiteru (Je t’aimerai toujours) | 21 novembre 2013      |
| [Chapitres 588 à 590] — Itachi fait ses adieux à Sasuke. Pendant ce temps, les cinq Kage luttent désespérément contre Madara et ses clones ligneux, tandis que Naruto a pu retirer les pieux qui maintenaient les démons enchaînés, et s’apprête avec Kakashi et Gaï à affronter Tobi en personne. |                                         |                                                | |                       |
| 340 | Réincarnation des âmes, rupture !       | 穢土転生・解                                   | Edo tensei - Kai (Annulation, réincarnation des âmes) | 28 novembre 2013      |
| [Chapitres 589 et 591-592] — Kabuto sous l’emprise d’Itachi, exécute les mudrā d'annulation de la « Réincarnation des âmes ». Toutes les invocations sont libérées, sauf Madara qui est parvenu à rompre le pacte pour se maintenir. Face à Tobi, Naruto, Kakashi, Gaï et Killer Bee tentent de vaincre la statue du Démon des Enfers. |                                         |                                                | |                       |
| 341 | Orochimaru ressuscité !                 | 復活！！大蛇丸                                 | Fukkatsu!! Orochimaru (Résurrection !! Orochimaru) | 5 décembre 2013       |
| [Chapitres 592 à 594] — Avec l'aide de Suigetsu et de Jûgo, Sasuke cherche à ressusciter Orochimaru, grâce à la marque maudite de ce dernier apposée sur le cou de Anko. |                                         |                                                | |                       |
| 342 | Les Arcanes du ninjutsu spatio-temporel | 時空間忍術の秘密                               | Jikūkan ninjutsu no himitsu (Le secret de la technique « espace-temps ») | 12 décembre 2013      |
| [Chapitres 595 à 597] — Le combat se poursuit entre Gaï, Kakashi, Killer Bee, Naruto et Tobi. Les quatre ninjas, en unissant leurs forces, réussissent à percer le secret de la technique de leur adversaire. En effet, ce dernier n'utilise qu'une seule et même technique : le ninjutsu spatio-temporel. Lorsqu'une attaque l'atteint, il dématérialise la partie touchée de son corps pour l'envoyer dans une autre dimension avec son Kamui. Kakashi utilise aussi cette technique pour permettre à son kunai chargé de chakra de foudre pour fendre le masque de Tobi, mais aussi pour que l'Orbe tourbillonnant de Naruto le blesse à l'épaule droite. |                                         |                                                | |                       |
| 343 | Qui es-tu, à la fin ?                   | てめーは誰だ！                                 | Teme wa dareda! (Qui es-tu !) | 19 décembre 2013      |
| [Chapitres 598 à 600] — Maintenant qu'ils ont réussi à percer le secret de la technique de leur adversaire, Kakashi réussit à envoyer un clone de Naruto dans l'autre dimension, où Tobi s'est matérialisé, et le jeune ninja le frappe au visage avec son Orbe tourbillonnant, détruisant le masque de son opposant. Un flash-back sur le parcours d'Obito depuis son enfance refait surface, et son véritable visage est révélé après la destruction de son masque. Gaï et Kakashi sont surpris de s'apercevoir que leur ancien ami est toujours vivant, mais celui-ci se fait rejoindre par Madara. |                                         |                                                | |                       |
| 344 | Obito et Madara                         | オビトとマダラ                                 | Obito to Madara (Obito et Madara) | 9 janvier 2014        |
| [Chapitres 601-602] — Madara rejoint Obito, après avoir rompu le contrat d'invocation de la «Réincarnation des âmes» et réussi à battre à lui seul les cinq Kage. Dans un flash-back, Obito a survécu à l'éboulement provoquée lors de la 3e grande guerre ninja, sauvé et soigné par Madara, devenu un vieillard et survivant grâce au chakra de la Statue Gedo. Ce dernier explique au jeune homme vouloir plonger l'humanité dans une illusion appelée les «Arcanes lunaires infinis», afin de mettre un terme aux guerres et insaturer la paix. Malgré son état pitoyable, Obito n'adhère pas aux idées de son sauveur et décide de partir rejoindre Lin et Kakashi, afin de leur faire savoir sa survie. |                                         |                                                | |                       |
| 345 | Je suis en enfer                        | オレは地獄に居る                               | Ore wa jigoku ni iru (Je suis en enfer) | 16 janvier 2014       |
| [Chapitres 603 à 605] — Zetsu blanc et Guruguru, deux créatures créées par Madara, sont chargés de surveiller Obito pendant sa convalescence. Un clone du premier informe le jeune Uchiwa que ses camarades sont encerclés par des ninjas de Kiri, et revêtu de Guruguru, celui-ci se met en route pour les aider. Mais à sa grande surprise, il découvre Lin tuée des mains de Kakashi, ce dernier et lui éveillent le Kaléidoscope hypnotique du Sharingan, avant que son ancien ami perd connaissance. Fou de rage en assistant à la scène, il se venge en massacrant tous les ninjas de Kiri sans la moindre pitié, et se retrouve en enfer. |                                         |                                                | |                       |
| 346 | Monde onirique                          | 夢の世界                                       | Yume no sekai (Un monde de rêves) | 23 janvier 2014       |
| [Chapitres 606-607 + filler] — Projeté en enfer, Obito décide finalement d'adhérer au projet de Madara : créer un monde où les morts peuvent renaître. Madara lui explique plus clairement son projet, puis lui demande de se mettre en marche sous son identité, jusqu'au jour où il sera ressuscité, se laissant mourir de vieillesse après s'être libéré du chakra de la Statue Gedo. Obito essaie de pourparler avec Konan, Nagato et Yahiko, mais les trois ninjas d'Ame ne veulent rien entendre et lui tournent le dos. |                                         |                                                | |                       |
| 347 | Une ombre furtive                       | 忍び寄る影                                     | Shinobiyoru kage (Ombre rampante) | 23 janvier 2014       |
| 348 | Renaissance - L'Akatsuki                | 新生・“暁”                                     | Shinsei - "Akatsuki" (Renaissance - « Akatsuki ») | 30 janvier 2014       |
| Note : Cet épisode clôt l’arc des premiers combats de la 4e grande guerre ninja (2e partie). |                                         |                                                | |                       |
| 349 | Le masque qui cache le cœur             | カカシ暗部篇～闇を生きる忍～「心を隠す面」     | Kakashi anbu hen ~ Yami o ikiru shinobi ~ "Kokoro o kakusu men" (Histoires de Kakashi ANBU - Un ninja vivant dans l’ombre - « Le masque qui cache le cœur »)                 | 6 février 2014        |
| Le trio Ino-Shika-Chô parental négocie un traité de paix avec les ninjas d'Iwa, qui s'apprêtent à les attaquer, jusqu'à l'arrivée de Rasa, le 4e Kazekage. Depuis le jour où il a tué Lin de ses propres mains, Kakashi fait le même cauchemar toutes les nuits, est marqué par cet événement tragique, se renferme sur lui-même et n'a aucune vie sociale. Asuma, Gaï, Kurenaï, Gemma et Raïdo s'inquiètent davantage à son sujet, ne sachant pas quoi faire pour aider leur camarade à remonter la pente. À la suite des terribles événements durant la troisième grande guerre ninja, Hiruzen quitte ses fonctions de Hokage, laissant sa place à Minato. Ce dernier confie à son meilleur élève, la mission de récupérer des documents secrets. Alors qu'il est attaqué par des ennemis, il utilise sa technique des «Milles oiseaux», mais les souvenirs de Lin le tourmentent et il perd connaissance, sauvé par Gaï qui le suivait discrètement. Pour aider Kakashi à surmonter son traumatisme, Minato l'envoie dans les forces spéciales de l'ANBU. Note : Cet épisode débute l'arc filler Kakashi l’ANBU. |                                         |                                                | |                       |
| 350 | La mort de Minato                       | カカシ暗部篇～闇を生きる忍～「ミナトの死       | Kakashi anbu hen ~ Yami o ikiru shinobi ~ "Minato no shi" (Histoires de Kakashi ANBU - Un ninja vivant dans l’ombre - « La mort de Minato »)                                 | 13 février 2014       |
| Kakashi rejoint l'ANBU et, lors d'une mission, élimine les faux ninjas d'Iwa de sang froid avec les «Milles oiseaux». Inquiet, le chef des forces spéciales en parle à Minato, qui confie à son ancien élève la mission de protéger Kushina pendant sa grossesse, en espérant que cela l'aidera à changer. Mais plus tard, Kyûbi, invoqué par Tobi, attaque Konoha, et cet événement provoque les morts de Minato, Kushina et bien d'autres ninjas durant la bataille. À la suite du décès du 4e Hokage, Hiruzen récupère ses fonctions, contre l'avis de Danzô. Kakashi se rend à la Racine pour lui transmettre un parchemin et tombe sur un manieur du Mokuton. |                                         |                                                | |                       |
| 351 | Les cellules de Hashirama               | カカシ暗部篇～闇を生きる忍～「柱間細胞」       | Kakashi anbu hen ~ Yami o ikiru shinobi ~ "Hashirama saibō" (Histoires de Kakashi ANBU - Un ninja vivant dans l’ombre - « Les cellules de Hashirama »)                       | 20 février 2014       |
| 352 | Orochimaru, le déserteur                | カカシ暗部篇～闇を生きる忍～「抜け忍・大蛇丸」 | Kakashi anbu hen ~ Yami o ikiru shinobi ~ "Nukenin - Orochimaru" (Histoires de Kakashi ANBU - Un ninja vivant dans l’ombre - « Ninja déserteur - Orochimaru »)               | 27 février 2014       |
| 353 | Le cobaye d’Orochimaru                  | カカシ暗部篇～闇を生きる忍～「大蛇丸の実験体」 | Kakashi anbu hen ~ Yami o ikiru shinobi ~ "Orochimaru no jikkendai" (Histoires de Kakashi ANBU - Un ninja vivant dans l’ombre - « Le sujet d’expérimentation d’Orochimaru ») | 6 mars 2014           |
| 354 | Les différents chemins                  | カカシ暗部篇～闇を生きる忍～「それぞれの道」   | Kakashi anbu hen ~ Yami o ikiru shinobi ~ "Sorezore no michi" (Histoires de Kakashi ANBU - Un ninja vivant dans l’ombre - « Chacun son chemin »)                             | 6 mars 2014           |
| 355 | Le Sharingan convoité                   | カカシ暗部篇～闇を生きる忍～「狙われた写輪眼」 | Kakashi anbu hen ~ Yami o ikiru shinobi ~ "Nerawa reta Sharingan" (Histoires de Kakashi ANBU - Un ninja vivant dans l’ombre - « Le Sharingan ciblé »)                        | 13 mars 2014          |
| 356 | Shinobi de Konoha                       | カカシ暗部篇～闇を生きる忍～「木ノ葉の忍」     | Kakashi anbu hen ~ Yami o ikiru shinobi ~ "Konoha no shinobi" (Histoires de Kakashi ANBU - Un ninja vivant dans l’ombre - « Le ninja de Konoha »)                            | 20 mars 2014          |